# Cervona Hirka, Odesa
Cervona Hirka (în ucraineană Червона Гірка) este un sat în comuna Vîhoda din raionul Odesa, regiunea Odesa, Ucraina.

## Demografie
Componența lingvistică a localității Cervona Hirka
     Ucraineană (76,69%)
     Rusă (20,48%)
     Română (2,83%)
Conform recensământului din 2001, majoritatea populației localității Cervona Hirka era vorbitoare de ucraineană (76,69%), existând în minoritate și vorbitori de rusă (20,48%) și română (2,83%).